# GID8
GID8 (англ. GID complex subunit 8 homolog) – білок, який кодується однойменним геном, розташованим у людей на довгому плечі 20-ї хромосоми. Довжина поліпептидного ланцюга білка становить 228 амінокислот, а молекулярна маса — 26 749.
| 10         |  | 20         |  | 30         |  | 40         |  | 50         |
| ---------- |  | ---------- |  | ---------- |  | ---------- |  | ---------- |
| MSYAEKPDEI |  | TKDEWMEKLN |  | NLHVQRADMN |  | RLIMNYLVTE |  | GFKEAAEKFR |
| MESGIEPSVD |  | LETLDERIKI |  | REMILKGQIQ |  | EAIALINSLH |  | PELLDTNRYL |
| YFHLQQQHLI |  | ELIRQRETEA |  | ALEFAQTQLA |  | EQGEESRECL |  | TEMERTLALL |
| AFDSPEESPF |  | GDLLHTMQRQ |  | KVWSEVNQAV |  | LDYENRESTP |  | KLAKLLKLLL |
| WAQNELDQKK |  | VKYPKMTDLS |  | KGVIEEPK   |  |            |  |            |

A: Аланін

C: Цистеїн

D: Аспарагінова кислота

E: Глутамінова кислота

F: Фенілаланін

G: Гліцин

H: Гістидин

I: Ізолейцин

K: Лізин

L: Лейцин

M: Метіонін

N: Аспарагін

P: Пролін

Q: Глутамін

R: Аргінін

S: Серин

T: Треонін

V: Валін

W: Триптофан

Локалізований у ядрі.